# Schwarzau (Maltsch)
Die Schwarzau (tschechisch Černá, früher Švarcava) ist ein Zufluss der Maltsch in Österreich und Tschechien.
Sie entspringt in 823 m ü. A. im Freiwald am Talerberg südwestlich des Nebelsteins (1017 m) östlich des Ortsteils Schwarzau der Gemeinde Moorbad Harbach im Bezirk Gmünd in Niederösterreich. Der in seinem Oberlauf auch Schwarzaubach genannte Fluss verläuft nach Nordwesten und tritt nach weniger als drei Kilometern unterhalb von Schwarzau, dem einzigen österreichischen Ort am Schwarzaubach, nach Tschechien über. Dort wird er gleich bei dem aufgelassenen Dorf Zlatá Ktiš (Goldentisch) in einem kleinen Weiher gestaut.
Am weiteren Lauf der Schwarzau liegen Žofín  (Sophienthal), Černé Údolí (Schwarzthal), Třebíčko (Sankt Gabriela), Benešov nad Černou (Deutsch Beneschau), Ličov (Litschau), Velké Skaliny (Groß Gallein) und Zikeš.
Nordöstlich von Kaplice bei Přisečno (Pfaffenberg) mündet die Schwarzau nach 29,3 km in die Maltsch. Sie hat ein Einzugsgebiet von 128,167 km².
Die Schwarzau wird seit 1925 südlich von Soběnov (Oemau) am Fuße des Hühnergebirges  gestaut. Die Talsperre Soběnov (Soběnovská přehrada) dient der Gewinnung von Elektroenergie. Beim Hochwasser von 2002 brach der Damm, inzwischen wurde er wiederhergestellt.

## Zuflüsse
- Huťský potok (l) (Hüttenbach) bei Žofín
- Lužní potok (r) bei Černé Údolí
- Pohořský potok (l) (Bucherser Bach) unterhalb Benešov nad Černou